# Tema de Carsiano
Carsiano (em grego: Χαρσιανόν; romaniz.: Charsianón; em latim: Charsianum) era uma fortaleza bizantina e de um tema (província civil-militar) na região da Capadócia, na Anatólia central. Originalmente uma clisura, foi elevado entre 863-873 a um tema. Tornou-se um importante centro para as aristocráticas famílias Argiro e Maleíno e recebeu inúmeros imigrantes armênios, incluindo o rei Cacício II (r. 1042–1045). No século XI, após a batalha de Manzicerta, foi conquistado pelos turcos seljúcidas.

## História
A fortaleza de Carsiano foi mencionada pela primeira vez em 638 durante a primeira onda das conquistas muçulmanas e foi, supostamente, batizada em homenagem a um general de Justiniano (r. 527–565) chamado Cársio. Os árabes tomaram-na pela primeira vez em 730 e ela permaneceu um local fortemente contestado entre as potências nas guerras bizantino-árabes do século seguinte. No início do século IX, a fortaleza se tornou o centro de uma clisura, um distrito fortificado de fronteira com administração independente. Em algum momento entre 863 e 873, a região foi elevada à tema, incorporando territórios dos temas vizinhos (Bucelário, Armeníaco e Capadócio) Aparecia na camada intermediária da hierarquia dos temas, com o seu estratego recebendo um salário anual de dez quilos de ouro e comandando, segundo fontes árabes, 4 000 homens e quatro fortalezas.
No início do século X, o Tema Carsiano se tornou uma importante base de poder para a aristocracia militar proprietária de terras, com as grandes famílias dos Argiro e dos Maleíno mantendo ali as suas residências e propriedades. Após 1045, um grande número de armênios, incluindo o antigo rei Cacício II (r. 1042–1045), se estabeleceram ali, o que levou a conflitos com os bizantinos locais. O tema foi perdido para os turcos seljúcidas após a Batalha de Manzicerta em 1071. Cacício II aparece como último duque de Carsiano em 1072–1073.